# Nastassia Kinnunen
Pour les articles homonymes, voir Kinnunen.
Nastassia Kinnunen, née Dubarezava (en biélorusse : Настасься Віктараўна Дубарэзава ; Nastassia Viktarauna Dubarezava) le 14 mars 1985 à Haradok, est une biathlète biélorusse, naturalisée finlandaise qui a commencé en tant que fondeuse. 

## Biographie
Nastassia Dubarezava démarre le ski de fond au niveau international en 2005, où elle figure aux Championnats du monde junior de Rovaniemi. En fin d'année 2007, elle court ses premières épreuves en Coupe du monde. Lors de la saison 2009-2010, elle prend part aux courses les plus importantes du calendrier : le Tour de ski, où elle marque quelques points (top 30) et les Jeux olympiques de Vancouver, où son meilleur résultat individuel est une 42e place au sprint classique.
Dubarezava se reconvertit dans le biathlon en 2010 et participe à la Coupe du monde dès la saison 2010-2011. Elle obtient son premier podium en Coupe du monde en janvier 2012 lors d'un relais à Antholz-Anterselva. Elle se classe ensuite quatrième au relais aux Championnats du monde de Ruhpolding. Durant cet hiver, elle accumule quatre top dix en Coupe du monde, dont une septième place à Oberhof, restant son meilleur résultat dans l'élite.
Aux Jeux olympiques d'hiver de 2014, à Sotchi, elle finit 31e du sprint, 53e de la poursuite et 9e du relais mixte.
Lors des Mondiaux 2015, elle signe son meilleur résultat individuel en grand championnat avec une onzième place sur le sprint. En 2014 et 2015, elle porte son nombre de podiums en relais à trois en Coupe du monde.
En 2016, elle se marie avec un Finlandais et prend son nom, Kinnunen. Résidant à Joensuu, elle ne court pas au niveau international entre 2018 et 2020, puis reçoit la nationalité finlandaise en novembre 2020.
Elle intègre directement l'équipe de Finlande de biathlon lors de la saison 2020-2021, prenant part à l'IBU Cup et aux Championnats du monde. Elle marque de nouveau des points en Coupe du monde avec une 18e place sur l'individuel d'Antholz-Anterselva en janvier 2022, après six ans sans réussite, dont deux ans d'arrêt de la compétition au moment où elle change de nationalité.
Elle prend sa retraite en 2023.

## Palmarès en biathlon

### Jeux olympiques
| Nat.        | Épreuve / Édition           | Individuel | Sprint | Poursuite | Départ en masse | Relais | Relais mixte |
| Biélorussie | Jeux olympiques 2014 Sotchi | -          | 33e    | 55e       | -               | -      | 9e           |
| Finlande    | Jeux olympiques 2022 Pékin  | 51e        | 75e    | -         | -               | 16e    | -            |

- - : pas de participation à l'épreuve.

### Championnats du monde
Son meilleur résultat aux Championnats du monde de biathlon est une quatrième place en relais en 2012 à Ruhpolding.
| Nat.        | Mondiaux \ Épreuve | Individuel | Sprint | Poursuite | Départ en masse | Relais | Relais mixte |
| Biélorussie | 2012 Ruhpolding    | 29e        | 35e    | 33e       | -               | 4e     | -            |
| Biélorussie | 2013 Nové Město    | Abandon    | 28e    | 48e       | -               | 7e     | -            |
| Biélorussie | 2015 Kontiolahti   | 68e        | 11e    | 32e       | 25e             | -      | -            |
| Biélorussie | 2016 Holmenkollen  | 34e        | 23e    | 52e       | -               | 18e    | -            |
| Finlande    | 2021 Pokljuka      | -          | 80e    | -         | -               | 14e    | -            |
| Finlande    | 2023 Oberhof       | 60e        | 61e    | -         | -               | 16e    | -            |

Légende :

 :épreuve inexistante

- : n'a pas participé à l'épreuve

### Coupe du monde
- Meilleur classement général : 32e en 2012.
- Meilleur résultat individuel : 6e.
- 3 podiums en relais : 2 deuxièmes places et 1 troisième place.

#### Classements par saison
| Nat.        | Saison    | Classement général final | Individuel | Sprint | Poursuite | Mass start |
| Biélorussie | 2010-2011 | 95e                      |            | 84e    | nc        |            |
| Biélorussie | 2011-2012 | 32e                      | 35e        | 27e    | 46e       | 30e        |
| Biélorussie | 2012-2013 | 55e                      | nc         | 44e    | 57e       |            |
| Biélorussie | 2013-2014 | 58e                      | nc         | 55e    | 58e       |            |
| Biélorussie | 2014-2015 | 49e                      | 51e        | 48e    | 45e       | 43e        |
| Biélorussie | 2015-2016 | 50e                      | 27e        | 44e    | 71e       |            |
| Biélorussie | 2016-2017 | nc                       | nc         | nc     | nc        |            |
|             |           |                          |            |        |           |            |
| Finlande    | 2020-2021 | nc                       |            | nc     | nc        |            |
| Finlande    | 2021-2022 | 63e                      | 32e        | 68e    | nc        |            |
| Finlande    | 2022-2023 | 53e                      | 36e        | 44e    | 64e       |            |

## Palmarès en ski de fond

### Jeux olympiques
| Nat.        | Épreuve / Édition | Sprint                           | Sprint    | 10 km | 10 km                            | Poursuite 2 × 7.5 km | 30 km | Relais | Relais   |
| Nat.        | Épreuve / Édition | libre                            | classique | libre | classique                        | Poursuite 2 × 7.5 km | 30 km | Sprint | 4 × 5 km |
| Biélorussie | JO 2010 Vancouver | Épreuve inexistante à cette date | 42e       | —     | Épreuve inexistante à cette date | 53e                  | 44e   | —      | 10e      |

Légende :
- : pas d'épreuve
- — : non disputée par Dubarezava

### Championnats du monde
| Nat.        | Épreuve / Édition     | Sprint | Sprint                           | 10 km                            | 10 km     | Poursuite 2 × 7.5 km | 30 km libre | Relais | Relais   |
| Nat.        | Épreuve / Édition     | libre  | classique                        | libre                            | classique | Poursuite 2 × 7.5 km | 30 km libre | Sprint | 4 × 5 km |
| Biélorussie | Mondiaux 2009 Liberec | 60e    | Épreuve inexistante à cette date | Épreuve inexistante à cette date | 60e       | 54e                  | 40e         | —      | —        |

Légende :
- : pas d'épreuve
- — : non disputée par Dubarezava

### Coupe du monde
- Meilleur classement général : 128e en 2010.
- Meilleur résultat individuel : 28e.

#### Classements par saison
| Saison    | Classement général final | Distance |
| 2009-2010 | 123e                     | 95e      |

### Coupe d'Europe de l'Est
- 1 podium.